# 斑卷尾袋貂属
斑卷尾袋貂屬（Spilocuscus），有袋類袋貂科的一屬

## 下屬物種
- 金鐘島袋貂（英语：Admiralty Island cuscus） Spilocuscus kraemeri
- 斑袋貂 Spilocuscus maculatus
- 衛古島袋貂（英语：Waigeou cuscus） Spilocuscus papuensis
- 卷尾斑袋貂 Spilocuscus rufoniger
- 藍眼斑袋貂（英语：Blue-eyed spotted cuscus） Spilocuscus wilsoni